# Macrosqualodelphis
Macrosqualodelphis — вимерлий рід платаністуватих (Platanistoidea) ранньоміоценової (бурдигальської) формації Чилкатай басейну Піско, Перу. Типовий вид – M. ukupachai.

## Опис
Macrosqualodelphis відрізняється від інших сквалодельфінід більшим розміром (3.5 м) і менш різким переднім звуженням роструму у дорсальному профілі, U-подібною лівою анторбітальною виїмкою, більш об'ємною скроневою ямкою, більшими зубами та ін.